# Томпојевци
Томпојевци су насељено место и седиште општине у Вуковарско-сремској жупанији, Република Хрватска.

## Историја
До територијалне реорганизације у Хрватској налазили су се у саставу бивше велике општине Вуковар.

## Управа
У саставу општине Томпојевци налазе се насеља: Томпојевци, Миклушевци, Чаковци, Грабово, Берак и Бокшић.

## Становништво
На попису становништва 2011. године, општина Томпојевци је имала 1.565 становника, од чега у самим Томпојевцима 308.
| Попис 2011.‍   | Попис 2011.‍ | Попис 2011.‍ | Попис 2011.‍ | Попис 2011.‍ |
| ------------- | ----------- | ----------- | ----------- | ----------- |
|               |             |             |             |             |
| Хрвати        | Хрвати      |             | 966         | 61,73%      |
| Русини        | Русини      |             | 272         | 17,38%      |
| Срби          | Срби        |             | 164         | 10,48%      |
| Мађари        | Мађари      |             | 141         | 9,01%       |
| остали        | остали      |             | 22          | 1,40%       |
| укупно: 1.565 |             |             |             |             |

## Попис 1991.
На попису становништва 1991. године, насељено место Томпојевци је имало 510 становника, следећег националног састава:
| Попис 1991.‍  | Попис 1991.‍  | Попис 1991.‍ | Попис 1991.‍ | Попис 1991.‍ |
| ------------ | ------------ | ----------- | ----------- | ----------- |
|              |              |             |             |             |
| Хрвати       | Хрвати       |             | 402         | 78,82%      |
| Југословени  | Југословени  |             | 31          | 6,07%       |
| Срби         | Срби         |             | 27          | 5,29%       |
| Мађари       | Мађари       |             | 24          | 4,70%       |
| Украјинци    | Украјинци    |             | 3           | 0,58%       |
| Немци        | Немци        |             | 2           | 0,39%       |
| Руси         | Руси         |             | 1           | 0,19%       |
| Словенци     | Словенци     |             | 1           | 0,19%       |
| неопредељени | неопредељени |             | 12          | 2,35%       |
| непознато    | непознато    |             | 7           | 1,37%       |
| укупно: 510  |              |             |             |             |

## Образовање
У Томпојевцима, Бокшићу, Берку и Миклушевцима постоје основне школе до 4. разреда, док у Чаковцима постоји осмогодишња основна школа у коју иду и ученици из осталих села општине (након 4. разреда).

## Спорт
- НК Томпојевци, фудбалски клуб

## Познате личности
- Жељко Калац, бивши аустралијски репрезентативни голман